# Nöppelsjön
Nöppelsjön är en sjö i Skellefteå kommun i Västerbotten och ingår i Bureälvens huvudavrinningsområde. Sjön har en area på 0,0476 kvadratkilometer och ligger 61,5 meter över havet.

## Delavrinningsområde
Nöppelsjön ingår i det delavrinningsområde (716473-175206) som SMHI kallar för Ovan None. Medelhöjden är 82 meter över havet och ytan är 4,48 kvadratkilometer. Det finns inga avrinningsområden uppströms utan avrinningsområdet är högsta punkten. Vattendraget som avvattnar avrinningsområdet har biflödesordning 3, vilket innebär att vattnet flödar genom totalt 3 vattendrag innan det når havet efter 38 kilometer. Avrinningsområdet består mestadels av skog (70 procent) och öppen mark (18 procent). Avrinningsområdet har 0,05 kvadratkilometer vattenytor vilket ger det en sjöprocent på 1,1 procent.